# Bitwa pod Cuszimą
Bitwa pod Cuszimą – starcie zbrojne, do którego doszło w dniach 27–28 maja 1905 roku pomiędzy flotą rosyjską a japońską podczas wojny rosyjsko-japońskiej (1904–1905), stoczone w Cieśninie Cuszimskiej (położonej pomiędzy Japonią a Koreą) w pobliżu wyspy Cuszima, zakończone miażdżącym zwycięstwem Japończyków.

## Podłoże
Pierwsze miesiące wojny rosyjsko-japońskiej pokazały, że rząd rosyjski nie przygotował należycie Rosji do wojny i nie docenił sił przeciwnika. Bazująca w Port Artur rosyjska Eskadra Pacyfiku ustępowała jedynie nieco jakością japońskiej Połączonej Flocie. Głównie jednak na skutek pasywnego dowództwa, z wyjątkiem krótkiego okresu dowodzenia przez Stiepana Makarowa, eskadra rosyjska okazała się niezdolna do stoczenia zwycięskiej bitwy z Japończykami, blokującymi Port Artur. Dlatego już w marcu 1904 rosyjski rząd postanowił wysłać do walki z Japonią także Flotę Bałtycką i nowo budowane okręty.
Trzon sił tej floty utworzył Drugą Eskadrę Pacyfiku, pod dowództwem kontradmirała (od 20 października 1904 wiceadmirała) Zinowija Rożestwienskiego. Formowanie Drugiej Eskadry zajęło jednak zbyt dużo czasu, gdyż część nowych pancerników była dopiero wykańczana, ponadto należało rozwiązać problemy logistyczne przemarszu takiej grupy okrętów, co jednak nie do końca się udało. W międzyczasie, 10 sierpnia 1904 Japończycy udaremnili w bitwie na Morzu Żółtym przebicie się Pierwszej Eskadry Pacyfiku do Władywostoku i definitywnie zamknęli jej pozostałe okręty w Port Artur.

## Rejs rosyjskiej eskadry
9 października 1904 car Mikołaj II dokonał przeglądu okrętów II Eskadry, skoncentrowanych w Rewlu, po czym dopiero 15 października 1904 Druga Eskadra Pacyfiku wypłynęła z portu Lipawa na Bałtyku w długi rejs na Daleki Wschód, wokół Hiszpanii, Afryki i Indochin. Na samym początku, po wyjściu eskadry na Morze Północne, rosyjska eskadra, ogarnięta obawą przed domniemaną zasadzką japońskich niszczycieli, ostrzelała omyłkowo w nocy na 21 października brytyjskie kutry rybackie na Dogger Bank (i własny krążownik „Aurora”), powodując śmierć dwóch rybaków i incydent dyplomatyczny z Wielką Brytanią („incydent hullski”). 5 listopada w Tangerze eskadra się podzieliła i mniejsza część okrętów popłynęła drogą przez Morze Śródziemne i Kanał Sueski, pod dowództwem kadm. Felkerzama.

Długa podróż eskadr Floty Bałtyckiej

29 grudnia 1904 Druga Eskadra dopłynęła na Madagaskar, natomiast 2 stycznia 1905 Japończycy zdobyli Port Artur, zatapiając w nim wcześniej okręty Pierwszej Eskadry Pacyfiku. W zmienionej przez to sytuacji strategicznej sens i szanse powodzenia dalszego rejsu Drugiej Eskadry stanęły pod znakiem zapytania. Flota rosyjska otrzymała jednak zadanie przebić się do Władywostoku. Druga Eskadra wraz z zespołem kadm. Felkerzama i dwoma dalszymi krążownikami, które dołączyły do niej później, opuściła Madagaskar dopiero 18 marca 1905. Tymczasem 16 lutego 1905 z Rosji wysłano jeszcze przez Kanał Sueski Trzecią Eskadrę Pacyfiku pod dowództwem kontradmirała Nikołaja Niebogatowa. W jej skład weszły już resztki zdatnych do boju okrętów: jeden stary pancernik, 3 słabsze pancerniki obrony wybrzeża i stary krążownik. Po przejściu przez Cieśninę Malakka, obie eskadry połączyły się 9 maja w Indochinach.
Rejs o długości 18 000 mil morskich był bardzo męczący dla załóg. Przez większą część rejsu panowały tropikalne upały. Każde wolne miejsce na okrętach było zajęte przez dodatkowy węgiel i zapasy, a przeładunki węgla z wynajętych statków odbywały się z reguły na morzu siłami załóg.

Mapka obszaru starcia i celu rosyjskiej eskadry

Rosjanie mogli przepłynąć na Morze Japońskie, do Władywostoku, przez jedną z trzech cieśnin: Cieśninę La Perouse’a, Cieśninę Tsugaru lub Cieśninę Koreańską. Admirał Rożestwienski wybrał Cieśninę Koreańską, a ściślej jej wschodnią część, oddzieloną wyspą Cuszima, nazywaną Cieśniną Cuszimską. Rosyjski admirał zdawał sobie sprawę, że dojdzie tam niewątpliwie do starcia z flotą japońską, posiadającą blisko swoje główne bazy. Wybór ten był jednak w zasadzie jedynym możliwym, pozwalając na skrócenie i uproszczenie trasy, a wybór innej drogi również nie gwarantowałby uniknięcia starcia, mając na uwadze małą prędkość zespołu.
Zbliżając się do cieśniny, rosyjski admirał odłączył od zespołu część transportowców, które udały się do Szanghaju. Admirał Tōgō wówczas ostatecznie upewnił się, że Rosjanie popłyną przez Cieśninę Koreańską i rozmieścił w niej swoje siły zwiadowcze. Błędem rosyjskim było jednakże pozostawienie w zespole kilku transportowców, które ograniczały prędkość całego zespołu oraz odciągały część krążowników do swojej ochrony. Admirał Rożestwienski, będąc przekonany o nieuniknionym starciu, nawet nie próbował wysyłać szybszych krążowników w celu rozpoznania sił i pozycji przeciwnika. W nocy z 26 na 27 maja rosyjski zespół wpłynął do Cieśniny Koreańskiej, w trzech kolumnach: dwie zewnętrzne składały się z okrętów bojowych, środkowa z transportowców.

## Siły
Trzon floty rosyjskiej stanowiło 8 pancerników (generacji przeddrednotów): „Imperator Aleksander III”, „Kniaź Suworow”, „Borodino”, „Orioł”, „Oslabja”, „Sisoj Wielikij”, „Nawarin” i „Imperator Nikołaj I”. Ponadto, w skład floty wchodziły 3 małe pancerniki obrony wybrzeża, 1 stary krążownik pancerny „Admirał Nachimow”, 8 krążowników pancernopokładowych i starszych krążowników, 9 niszczycieli, 1 krążownik pomocniczy (uzbrojony statek) oraz statki transportowe z węglem i zapasami, a także jednostki pomocnicze. Okrętem flagowym był pancernik „Kniaź Suworow”.
Siły japońskie dowodzone były przez admirała Heihachirō Tōgō na okręcie flagowym – pancerniku „Mikasa”. Siły główne – I i II Eskadra składały się z 4 pancerników (przeddrednotów): „Mikasa”, „Fuji”, „Asahi”, „Shikishima”, 8 krążowników pancernych i 8 krążowników pancernopokładowych. Trzon zespołu japońskiego – cztery pancerniki i 2 krążowniki pancerne „Nisshin” i „Kasuga” wchodziły w skład 1. Dywizjonu I Eskadry admirała Tōgō, pozostałe 6 krążowników pancernych w skład 2. Dywizjonu II Eskadry wiceadmirała Kamimury. Pomocnicze siły japońskie – III Eskadra, składały się z 2 pancerników obrony wybrzeża, 7 starszych krążowników pancernopokładowych i kilku kanonierek. W skład japońskich eskadr wchodziło ponadto 21 niszczycieli i 43 torpedowce.
Rosyjska eskadra była dużo silniejsza od sił japońskich. Pancerniki rosyjskie dysponowały dużo grubszym pancerzem burtowym, chociaż ustępowały japońskim pod względem uzbrojenia. Wartość bojowa starych pancerników „Nawarin” i „Nikołaj I” była niewielka, podobnie jak 3 pancerników przybrzeżnych i części starych krążowników. Nowe pancerniki były zaś przeciążone węglem. Japończycy mniejszą liczbę swoich pancerników kompensowali większą liczbą nowoczesnych krążowników pancernych, używanych z konieczności w składzie linii bojowej. W przeciwieństwie do japońskich załóg, zgranych i posiadających już doświadczenie bojowe, duża część rosyjskich marynarzy i oficerów, w znacznej części rezerwistów, była słabo wyszkolona – zwłaszcza załogi najnowszych pancerników, dopiero co oddanych do służby. Z powodu konieczności oszczędzania amunicji załogi odbyły w czasie rejsu jedynie kilka strzelań ćwiczebnych. Zebrane jednostki nigdy wcześniej nie pływały razem jako jeden zespół, wiele z nich zresztą miało odmienne charakterystyki manewrowe i taktyczne.

## Bój dzienny 27 maja
Rosyjska flota została zauważona w nocy 27 maja po godzinie 2, gdy japoński krążownik spostrzegł dwa statki szpitalne, które płynęły na końcu rosyjskiego zespołu, zachowując pełne oświetlenie. O świcie naokoło rosyjskiej eskadry zgromadziły się w pewnej odległości japońskie krążowniki, prowadząc rozpoznanie i raportując admirałowi Tōgō o manewrach Rosjan. Ich akcja nie spotkała się z żadnym przeciwdziałaniem. Dzień był wprawdzie mglisty, lecz mgła wkrótce rozwiała się. Ostatecznie rosyjski zespół płynął na północny wschód w dwóch kolumnach: w prawej 4 nowe pancerniki typu Borodino 1. Dywizjonu, w lewej reszta okrętów. Transportowce z osłaniającymi je krążownikami płynęły nieco z tyłu.
Cały japoński zespół był zdolny do utrzymania szybkości 16 węzłów, ale rosyjska flota obarczona jeszcze na tym etapie bitwy transportowcami, mogła rozwinąć jedynie 9 węzłów. W toku walki wprawdzie transportowce oddzieliły się, ale w dalszym ciągu dowództwo rosyjskie nie zwiększało znacząco prędkości. Tōgō miał zatem przewagę manewru i w toku bitwy kilkakrotnie był w stanie przegrodzić swoimi okrętami kurs Rosjan, stawiając „kreskę nad T”, co ograniczało możliwości prowadzenia przez Rosjan ognia, a przede wszystkim uniemożliwiało przebicie się przez linię japońską.

Mapa przedstawiająca trasy obu flot

Tōgō nadpłynął głównymi siłami, przecinając w kierunku zachodnim kurs rosyjskiej eskadry i znajdując się w efekcie na północ od niej. Ujrzawszy przeciwnika, rosyjski 1. Dywizjon pancerników, płynący w prawej kolumnie, wpłynął przed czoło lewej kolumny, na skutek czego Rosjanie rozciągnęli swoje okręty w jedną długą kolumnę płynącą w szyku torowym. Wiązało się to jednak ze zwolnieniem biegu okrętów lewej kolumny, prowadzonej przez pancernik „Oslabja”. Równocześnie, okręty Tōgō, nie chcącego rozminąć się z rosyjską kolumną, wykonały kolejno zwrot przez lewą burtę o ponad 180°, po którym przyjęły kurs równoległy do Rosjan. Był to ryzykowny manewr, narażający japońskie pancerniki na niebezpieczeństwo podczas zwrotu, lecz mimo otwarcia ognia przez Rosjan, japońska flota pomyślnie go ukończyła, wychodząc na korzystną pozycję. Rosjanie otworzyli ogień jako pierwsi, z odległości ok. 6000 metrów, do znajdujących się po lewej stronie przed nimi okrętów. Pierwsze strzały oddano z „Suworowa” o godzinie 13.49, po czym rozpoczęła się wymiana ognia. Poważnym błędem Rożestwienskiego było niewykorzystanie okazji ryzykownego manewru Japończyków i niewysłanie szybszych pancerników 1. Dywizjonu w ich kierunku, co wprowadziłoby zamieszanie i doprowadziło do korzystniejszej dla rosyjskich artylerzystów walki w zwarciu, na małe odległości, uniemożliwiającej Japończykom koncentrowanie ognia.
Po manewrze Japończyków dwie linie pancerników i krążowników pancernych znalazły się na równoległych kursach – w szyku liniowym. Japońscy artylerzyści byli jednak znacznie lepiej wyszkoleni, częściej ćwicząc strzelanie. Japończycy opracowali ponadto nową skuteczną technikę prowadzenia ognia zespołowego. Wreszcie, na początku roku wspierający Japonię Brytyjczycy pośpiesznie dostarczyli nowe celowniki teleskopowe do dział, umożliwiające uzyskanie lepszej celności na większe odległości. Skutkiem tych okoliczności Japończycy osiągnęli przewagę, uzyskując więcej trafień.
Rosyjskie pancerniki, zwłaszcza okręty flagowe, na których Japończycy skupili ogień, znalazły się pod ciężkim ostrzałem. Pierwszy został zatopiony kontradmiralski pancernik „Oslabja”. O godzinie 14.30 flagowy pancernik „Kniaź Suworow” z uszkodzonym sterem wyszedł z szyku, a admirał Rożestwienski został ranny. W tym momencie rosyjska eskadra, nie mając żadnego ustalonego planu bitwy, straciła dowództwo. Ostatnim rozkazem Rożestwienskiego wydanym przed starciem był jedynie nakaz podążania za okrętem flagowym, a po jego utracie – za następnym w kolejności. Z uszkodzonego i płonącego „Suworowa” admirał został zabrany przez niszczyciel „Bujnyj”, następnie „Biedowyj”. Podejmowane następnie próby zwrotu rosyjskiej eskadry na północ, w kierunku Władywostoku, były udaremniane przez manewry japońskiego zespołu, przegradzającego kurs Rosjanom.
Po godzinie 16 Tōgō stracił kontakt z rosyjskimi okrętami na skutek mgły i dymu. Osłabiona eskadra rosyjska, prowadzona przez pancernik „Borodino”, wykonała zwrot na południe. W tym czasie, rosyjskie krążowniki, ochraniające transportowce, walczyły z japońskimi krążownikami pancernopokładowymi. W efekcie, ciężko uszkodzony został japoński krążownik „Kasagi”. Przed wieczorem, gdy rosyjskie siły główne skierowały się znowu na północ w kierunku Władywostoku, ponownie natknęły się na japońskie pancerniki i doszło tym razem do rozstrzygającego starcia. Po intensywnej walce artyleryjskiej, przed zapadnięciem zmierzchu, zatonęły z całymi załogami nowe pancerniki rosyjskie „Aleksander III” i „Borodino”. „Kniaź Suworow”, od kilku godzin niezdolny już do akcji, został dobity torpedami przez japońskie niszczyciele. Japończycy nie stracili żadnego okrętu, jedynie w toku dziennej walki kilka z nich doznało uszkodzeń, zwłaszcza krążowniki pancerne „Asama” i „Nisshin” (ten ostatni głównie jednak od własnych pocisków) oraz pancernik flagowy „Mikasa”.

## Bój nocny i dzienny 28 maja
Wieczorem dowództwo rosyjskie objął kontradmirał Niebogatow na starym pancerniku „Imperator Nikołaj I”. Główne siły japońskie odeszły na północ, a przeciwko Rosjanom zostały skierowane niszczyciele i torpedowce do ataku torpedowego. Rosyjski zespół rozproszył się na kilka mniejszych, które samodzielnie usiłowały na przemian przerwać się na północ lub odejść od japońskich niszczycieli na południe. Wprawdzie tylko kilka z ponad 50 wystrzelonych torped trafiło, jednakże zatopiony został nimi pancernik „Nawarin”, a pancernik „Sisoj Wielikij” i krążowniki: „Admirał Nachimow” i „Władimir Monomach” doznały uszkodzeń, które, w połączeniu z poniesionymi poprzedniego dnia, spowodowały ich samozatopienie rano przez załogi.
Okręty eskadry admirała Niebogatowa („Nikołaj I”, „Orioł” i 2 pancerniki przybrzeżne), nie włączając w nocy reflektorów i odchodząc na południe, uniknęły ataku torpedowego, po czym skierowały się ponownie na północny wschód w kierunku Władywostoku. Jednakże rano, około godz. 10 znalazły się w obliczu głównych sił japońskich. Nie mając większych szans, ponadto mając okręty uszkodzone poprzedniego dnia, Niebogatow poddał się. Jedynie krążownik „Izumrud”, na sygnał o poddaniu się, przerwał się przez okrążenie, lecz pod Władywostokiem wpadł na skały i musiał być wysadzony przez załogę.
Mały krążownik „Swietłana” stoczył bój z japońskimi krążownikami, lecz po wyczerpaniu amunicji został opuszczony przez załogę i zatopiony przez okręty japońskie. Około godziny 18 idący pojedynczo uszkodzony pancernik obrony wybrzeża „Admirał Uszakow” został osaczony przez 2 krążowniki pancerne „Iwate” i „Yakumo”. Odmawiając poddania się, podjął walkę, w której Japończycy prowadzili celny ogień spoza zasięgu jego dział. W końcu „Admirał Uszakow” został samozatopiony po wyczerpaniu amunicji. Admirał Rożestwienski trafił do niewoli, poddając się na niszczycielu „Biedowyj”, lecz płynący razem z nim niszczyciel „Groznyj” zdołał uciec i po walce z japońskimi niszczycielami, przedarł się do Władywostoku.
Jeszcze wieczorem 28 maja stary krążownik „Dmitrij Donskoj” stoczył bój z 6 ścigającymi go japońskimi krążownikami. Z nastaniem ciemności udało mu się oderwać i schronić koło wyspy Atsurgato, lecz na skutek doznanych uszkodzeń został następnego dnia samozatopiony. Trzy krążowniki pancernopokładowe: „Oleg”, „Aurora” i „Żemczug” dotarły do amerykańskiej bazy w Manili na Filipinach, gdzie zostały internowane. Jedynie mały krążownik „Ałmaz” i dwa niszczyciele („Groznyj” i „Brawyj”) dotarły do Władywostoku. Pozostałe niszczyciele i transportowce zostały zatopione lub w inny sposób utracone.

## Podsumowanie
W bitwie Rosja poniosła bezprecedensową klęskę w historii wojen morskich, tracąc prawie całą Flotę Bałtycką, z minimalnymi stratami drugiej strony. Odnośnie do liczby zabitych marynarzy rosyjskich podawane są różne dane, około 4500–5000. Do niewoli trafiło ponad 6100 marynarzy. Japończycy stracili 3 torpedowce i 115 zabitych, 552 rannych, lub według innych danych 117 zabitych, 587 rannych. Po bitwie rząd rosyjski rozpoczął negocjacje pokojowe z Japonią, zakończone traktatem pokojowym w Portsmouth we wrześniu 1905.
Za główną przyczynę klęski w takim rozmiarze uważa się pasywne i niekompetentne dowodzenie rosyjskim zespołem, bez planu bitwy oraz słabe przygotowanie rosyjskiej floty do walki, za co odpowiedzialny był przede wszystkim głównodowodzący admirał Rożestwienski. Większość rosyjskich marynarzy z pośpiesznie formowanej II i III eskadry była niedostatecznie wyszkolona w strzelaniu i manewrowaniu zespołowym, a podczas długiego marszu admirał Rożestwienski nie uczynił praktycznie nic w celu polepszenia wyszkolenia artyleryjskiego i zgrania zespołu. Istotnym czynnikiem była przewaga Japończyków w zakresie manewrowania, zwiększona przez niejednorodność rosyjskiego zespołu, w skład którego wchodziło wiele jednostek wolniejszych i przestarzałych. Znaczenie miała także przewaga techniczna okrętów japońskich, aczkolwiek nie była ona wielka. Ocenia się, że np. cztery nowe pancerniki typu Borodino mogły być znacznie lepiej wykorzystane, tworząc wraz z „Oslabją” odrębny zespół, dorównujący szybkością i siłą japońskim siłom głównym. W bitwie w takich warunkach Rosjanie raczej od początku nie mieli szans na zwycięstwo, bez zasadniczych błędów japońskich, lecz przy lepszym dowodzeniu stosunek strat mógł być inny. Niewątpliwie na wynik starcia miało wpływ wiele czynników, sprzyjających Japończykom, jednakże taki rozmiar zwycięstwa japońskiej floty był także w pewnej mierze kwestią szczęścia. Należy także zauważyć, że w sytuacji upadku Port Artur, nawet osiągnięcie celu taktycznego marszu II Eskadry Pacyfiku w postaci dotarcia do Władywostoku, spowodowałoby prawdopodobnie jej „uwięzienie” na Morzu Japońskim, bez większego wpływu na przebieg wojny.
W bitwie wzięło udział wielu Polaków służących w rosyjskiej flocie, m.in. w stopniu miczmana (chorążego) Jerzy Wołkowicki późniejszy generał Wojska Polskiego. Podczas narady u admirała Nikołaja Niebogatowa razem z innymi młodszymi oficerami sprzeciwił się kapitulacji niedobitków Floty Rosyjskiej. Wypowiedział słowa: walczyć do końca, a potem wysadzić okręt w powietrze i ratować się. Za swoją postawę został odznaczony orderem św. Jerzego. Stał się bohaterem narodowym Rosji. Opisał to znany marynista Nowikow-Priboj w powieści Cuszima. Sława generała przetrwała carat i prawdopodobnie uchroniła go w roku 1940 od zamordowania w Katyniu.